# VELC
VELC（ヴェルシー、英: VELC） は、長崎県長崎市をホームタウンとするプロバスケットボールチーム長崎ヴェルカのチアダンスチームである。
長崎ヴェルカのホームゲームでのパフォーマンスや応援だけでなく、地域への社会貢献活動 など行っており、また、チアダンススクール「Vrery」(ヴレーリー)においてインストラクターとして携わっている。
2023-24シーズンよりそれまでの「長崎ヴェルカチアリーダーズ」から「長崎ヴェルカチア&ダンサーズ」という呼称に、2024-25シーズンからは「VELC」という名称になった。

## 歴史

### 2021-22シーズン
長崎ヴェルカ設立に合わせて2021年2月に立ち上げられた「ヴェルチアプロジェクト」のオーディションによって選ばれたメンバーでスタート。2021年6月18日、オンライン配信にて初代メンバー12人が発表された。
有観客での初パフォーマンスは2021年7月11日開催のサッカーJ2長崎対大宮戦でのイベントで、雨の中ダンスパフォーマンスを披露した。

### 2022-23シーズン
プロジェクト立ち上げにも関わったチアディレクターNAMIが一年で退任、新たに前季まで三遠ネオフェニックスの公式チアリーダーFire GirlsのディレクターだったYUKI（篠崎 友紀）がチアディレクターに、また新たにダンスディレクターとしてAIRIが就任した。
メンバーのAI、AKARI、TOMOが退団。
2022年8月11日、新メンバーを決めるオーディションを開催。選考の結果KIRIKO、MIKU、MIYU、HINANOの4名の入団が発表され、メンバーは13名となった。
有観客でのシーズン初パフォーマンスは2022年7月30～31日に開催されたながさきみなとまつりでのステージイベントで、その他8月6～7日の「稲佐山平和祈念音楽祭2022-長崎から世界へ-」でもダンスパフォーマンスを披露する など活動の幅を広げる。
2022年10月、チアダンススクール「Vrery」(ヴレーリー)が開校し、長崎校・佐世保校においてメンバーのMARIA、AYA、SAYAがインストラクターを務める。

### 2023-24シーズン
このシーズンより「長崎ヴェルカチアリーダーズ」から「長崎ヴェルカチア&ダンサーズ」へと呼称が変更される。
昨季チアディレクターに就任したYUKIが一年で退団。その一番の理由は愛知県からの遠距離通勤だったと明かした。
また創設時からのメンバーであったAYA、KANAが退団。
前季同様オーディションを行い、その結果MANAMI、WAKABAの2名の加入が発表され 前季に続きメンバーは計13人となった。

### 2024-25シーズン
このシーズンより「長崎ヴェルカチア&ダンサーズ」から「VELC」(ヴェルシー)へと名称が変更される。
プロデューサーにカリスマカンタローが就き、前季同様オーディションが実施された。
創設時からのメンバーであったKAREN、MARIA、YUKARIを始め7人が退団。
yoshino、Honoka、MoNa、rikoが新たに加入し、メンバーは計11人となった。

### 2025-26シーズン
2025年8月にオーディション開催予定。同時に新たにVELC練習生も募集されている。
創設時からのメンバーであったSAYA、Midukiを始め、MIKU、rikoの退団が発表された。

## おもな活動内容
以下の通り。
- 長崎ヴェルカやV・ファーレン長崎のホームゲームでのダンス等のパフォーマンス・試合中の応援
- 各種イベント・メディアへの出演
- SNS等での広報活動
- 地域への社会貢献活動
- チアダンススクール「Vrery」のインストラクター

## スタッフ・メンバー

### プロデューサー
- カリスマカンタロー(2024- )[23]

### ダンスディレクター
- AIRI (2022- )[12]

### マネージャー
- SAKURA (2021- )[29]
- MARIA (2024- )[24]

### 現メンバー
- SANA (2021-)
- TSUNA (2021-)
- MANAMI (2023-)
- WAKABA (2023-)
- yoshino (2024-)
- Honoka (2024-)
- MoNa (2024-)

## 過去に所属していたスタッフ・メンバー

### チアディレクター
- NAMI (2021-22)[11]
- 篠崎友紀 (2022-23)[19]

### メンバー
- AI (2021-22)[13]
- AKARI (2021-22)[13]
- TOMO (2021-22)[13]
- AYA (2021-23)[20]
- KANA (2021-23)[20]
- KAREN (2021-24)[24]
- MARIA (2021-24) ※マネージャーに就任[24]
- YUKARI (2021-24)[24]
- KIRIKO (2022-24)[24]
- MIYU (2022-24)[24]
- HINANO (2022-24)[24]
- MIDUKI (2021-25)[28]
- SAYA (2021-25)[28]
- MIKU (2022-25)[28]
- riko (2024-25)[28]